# جورج بالدوين سميث
جورج بالدوين سميث (بالإنجليزية: George Baldwin Smith) هو محامي وسياسي أمريكي، ولد في 22 مايو 1823، وتوفي في 1879. نشط حزبياً في الحزب الديمقراطي. وقد انتخب عضو جمعية ولاية ويسكونسن.